# ثرودغيلمير
ثرودغيلمير Throdgylmer في النرويجية هو شخصية في الميثلوجيا أو الاساطير النوردية أو الاسكندنافية التي كان يؤمن بها شعوب الفايكنج
يعد حسب الاساطير من اباء العمالقة الأوائل وهو ابن ييمير Ymir في النرويجية العملاق الأول حيث تقول الاسطورة .
نام يمير و أثناء نومه ُولد من إبطه ألايسرعملاق ذكر و عملاق أنثى, و خرق عملاق بستة رؤوس من ساقيه, و من هؤلاء الأبناء, يبدأ نسل جميع العماليق 
و حتما يجب ان يكون أحد هؤلاء هو ثرودغيلمير فهو اب جميع عرق الايسر حسب الاساطير النوردية
و يرجح ان يكون هو العملاق الذكر الذي خرج من ابط ييمير الأيسر بعدما نام من التعب الذي كان قبله ان رضع يمير من البقرة الاسطورية أويثمبلا (Auðumbla أو Auðhumla) حسب الاسطورة النوردية
و يعد ثرودغيلمير هو اب بيرجلمير Bergelmir حفيد يمير الذي منه اتى جميع العمالقة الناجيين من طوفان دم يمير بعد ان قتله اودين وفيلي وڤي حسب الميثلوجيا النوردية
حيثر تقول الاسطورة عن نجاة بيرجلمير ابن ثرودغيلمير ما نصه
عندما طعنوا العمالق, تفجرت الدماء من جسده بكميات هائلة, كنافورات من الدماء
المرة كمياة البحار, و استمرت في الاندفاع بقوة كمحيط هادر غاضب, اجتاح كل ما
في طريقه, ليغرق في اعماقه السحيقة جميع العمالقة. لم ينج سوي عمالقين فقط,
بيرجلمير Bergelmir حفيد يمير, و زوجته التي ظلت بجانبه في صندوق خشبي
استكانوا بداخله كسفينة تحملهم عبر ذلك المحيط الدامي. جميع العماليق الذين نراهم
و نخاف منهم الآن, جاءوا من نسل هذين الناجيين.